# Euphorbia sahendi
Euphorbia sahendi là một loài thực vật có hoa trong họ Đại kích. Loài này được Bornm. mô tả khoa học đầu tiên năm 1910.